# Карабальо, Солейми
Солейми Антоньета Карабальо Эрнандес (исп. Soleymi Antonieta Caraballo Hernández; 17 июня 1994, Нуэва-Эспарта, Венесуэла) — венесуэльская спортсменка, борец вольного стиля.

## Карьера
В ноябре 2014 года Карабальо в Веракрусе участвовала на Центральноамериканских и Карибских играх, на которых стала серебряным призёром. В 2018 году в Барранкилье она повторила свой результат, снова став второй на Центральноамериканских и Карибских играх. В мае 2018 года на Панамериканском чемпионате в Лиме она дошла до финала, где проиграла Юдарис Санчес из Кубы, став серебряным призёром.
В октябре 2018 года Карабальо принимала участие на чемпионате мира, проходившем в Будапеште. В мае 2021 года в Софии она принимала участие в мировом олимпийском отборочном турнире, однако, ей не удалось завоевать лицензию на Игры в Токио.
В мае 2022 года в Акапулько, одолев в финале Хангелен Ллайнес из Кубы, Карабальо стала победителем Панамериканского чемпионата. В июле 2022 года она выиграла золотую медаль Боливарианских играх, проходивших в Вальедупаре.
В октябре 2022 года она одержала победу на Южноамериканских играх в Асунсьоне. В мае 2023 года она участвовала на Панамериканском чемпионате, проходившем в Буэнос-Айресе. В ноябре 2023 года Карабальо завоевала серебряную медаль на Панамериканских играх, которые прошли в Сантьяго. В финале она проиграла Форрест Молинари из США.
22 февраля 2024 года Карабальо стала серебряным призёром на Панамериканском чемпионате, который проходил в Акапулько, где в финале она уступила Оливии Ди Бакко из Канады. Несколько дней спустя там же в Акапулько, на Панамериканском квалификационном турнире, она получила квоту места для Венесуэлы на Олимпийские игры, которые пройдут в Париже.